# Minuartia capillacea
Minuartia capillacea är en nejlikväxtart som först beskrevs av Carlo Allioni, och fick sitt nu gällande namn av Graebner. Minuartia capillacea ingår i släktet nörlar, och familjen nejlikväxter. Inga underarter finns listade i Catalogue of Life.

## Bildgalleri

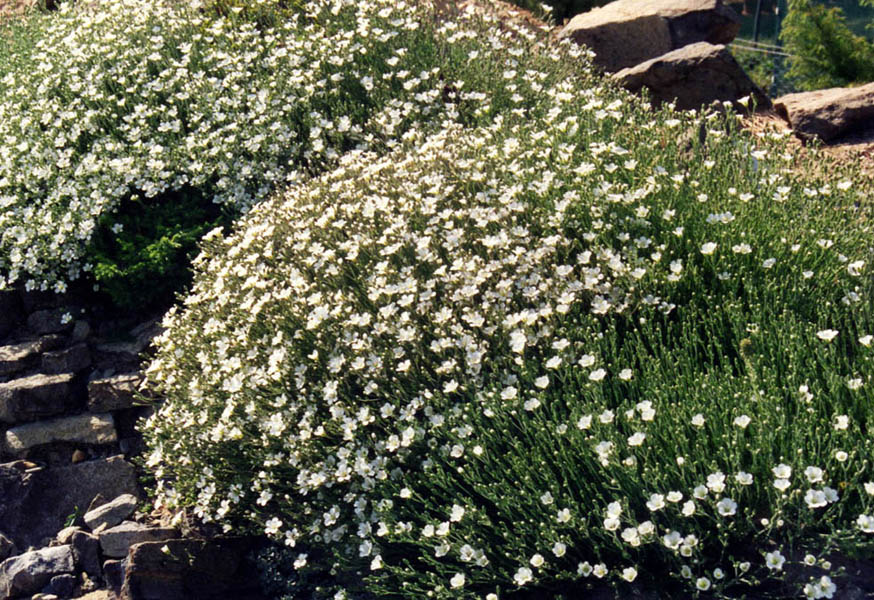
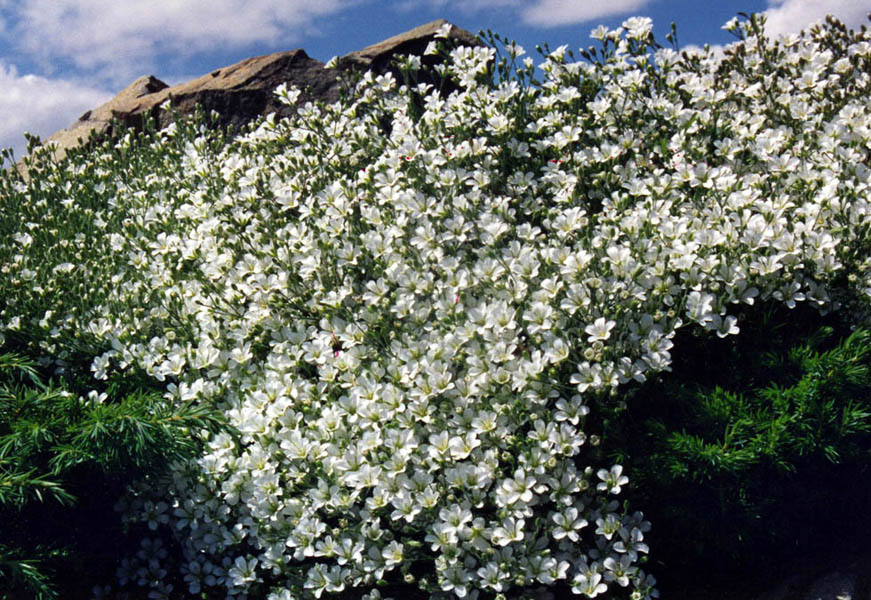
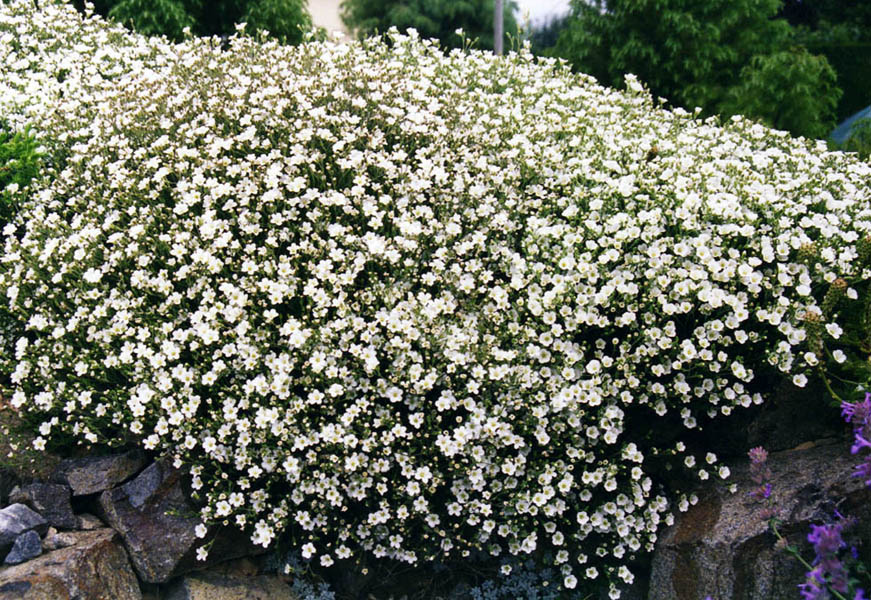
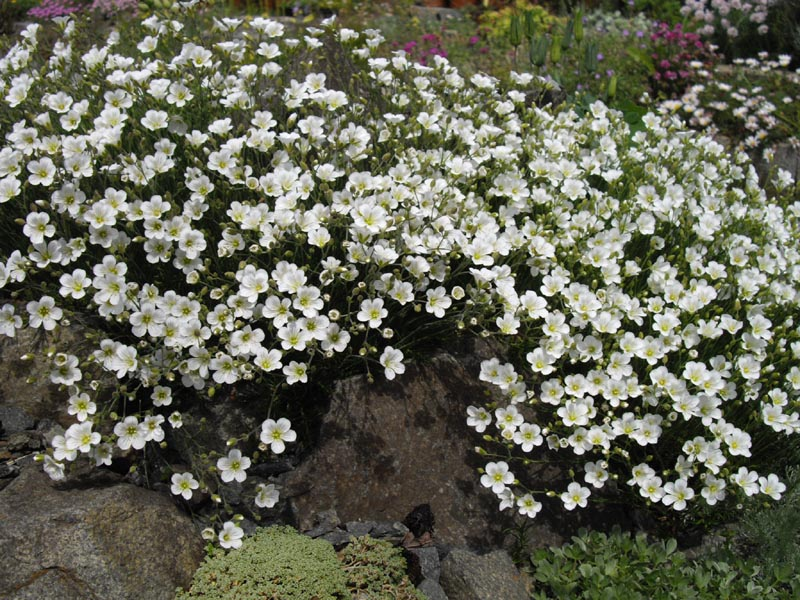
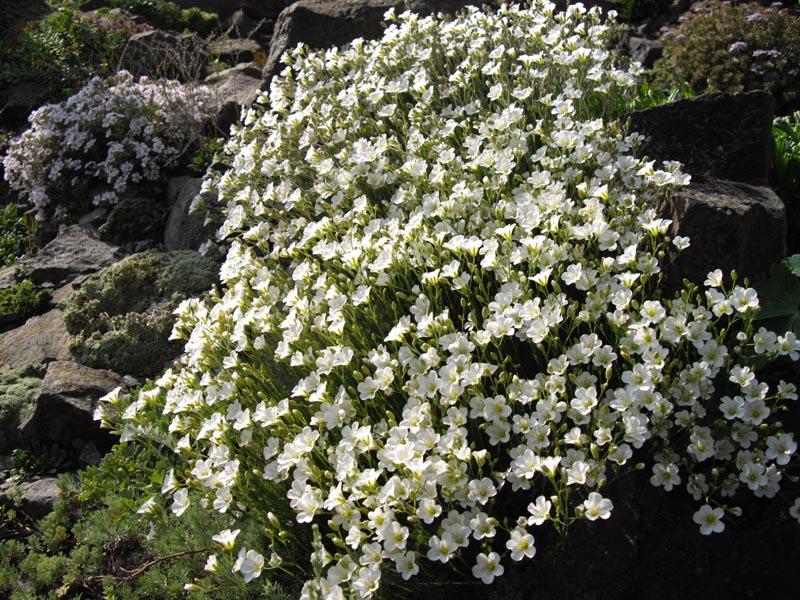
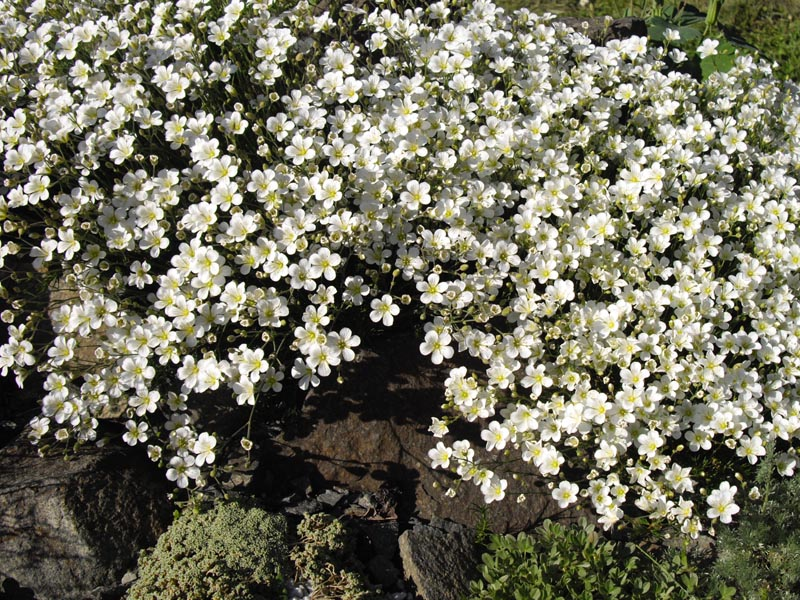